# Іранська ядерна угода

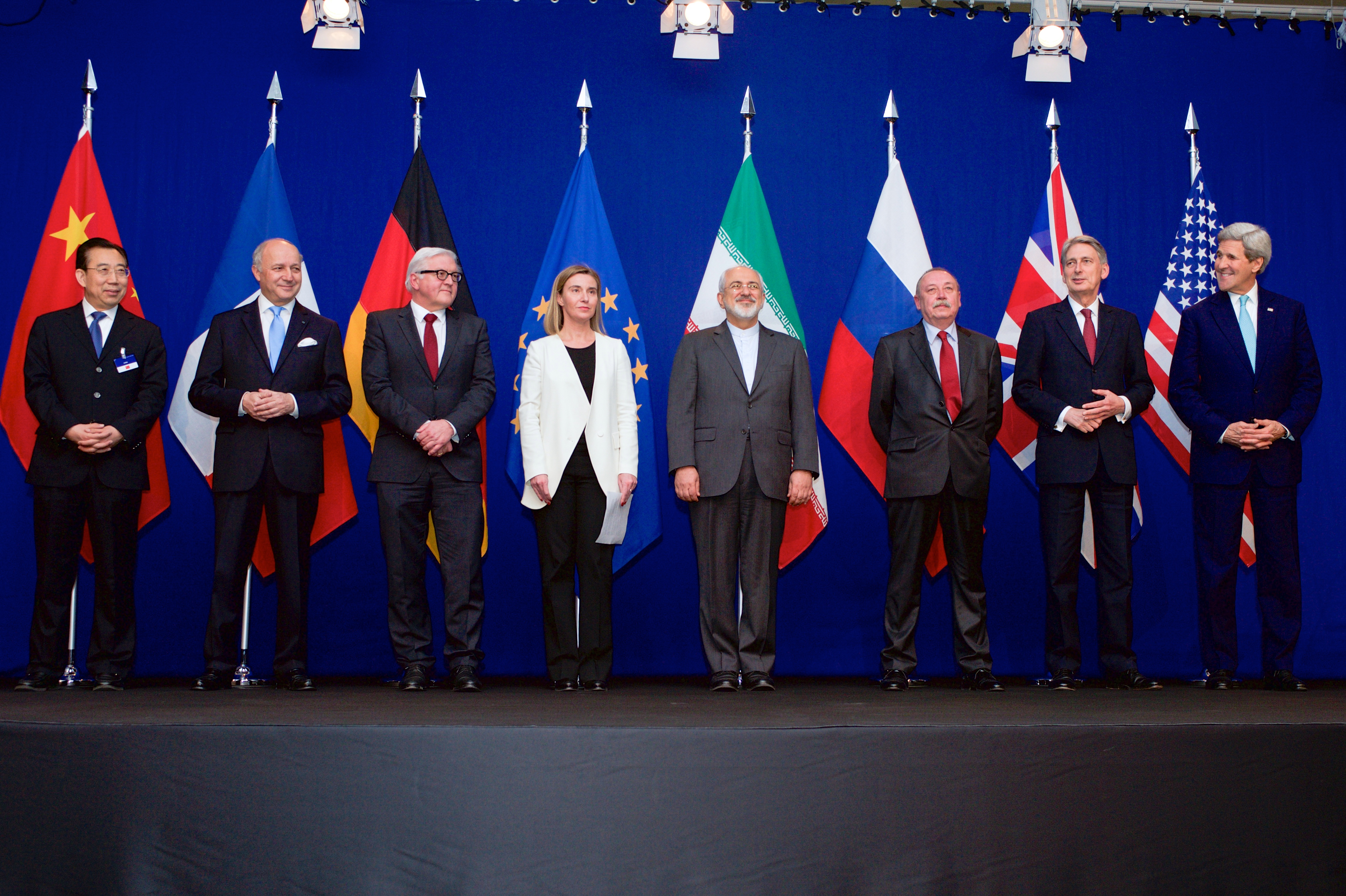
Міністри закордонних справ Франції, Німеччини, Європейського Союзу, Ірану, Великої Британії та США, а також китайські та російські дипломати оголосили умови Спільного комплексного плану дій щодо ядерної програми Ірану (Лозанна, 2 квітня 2015)

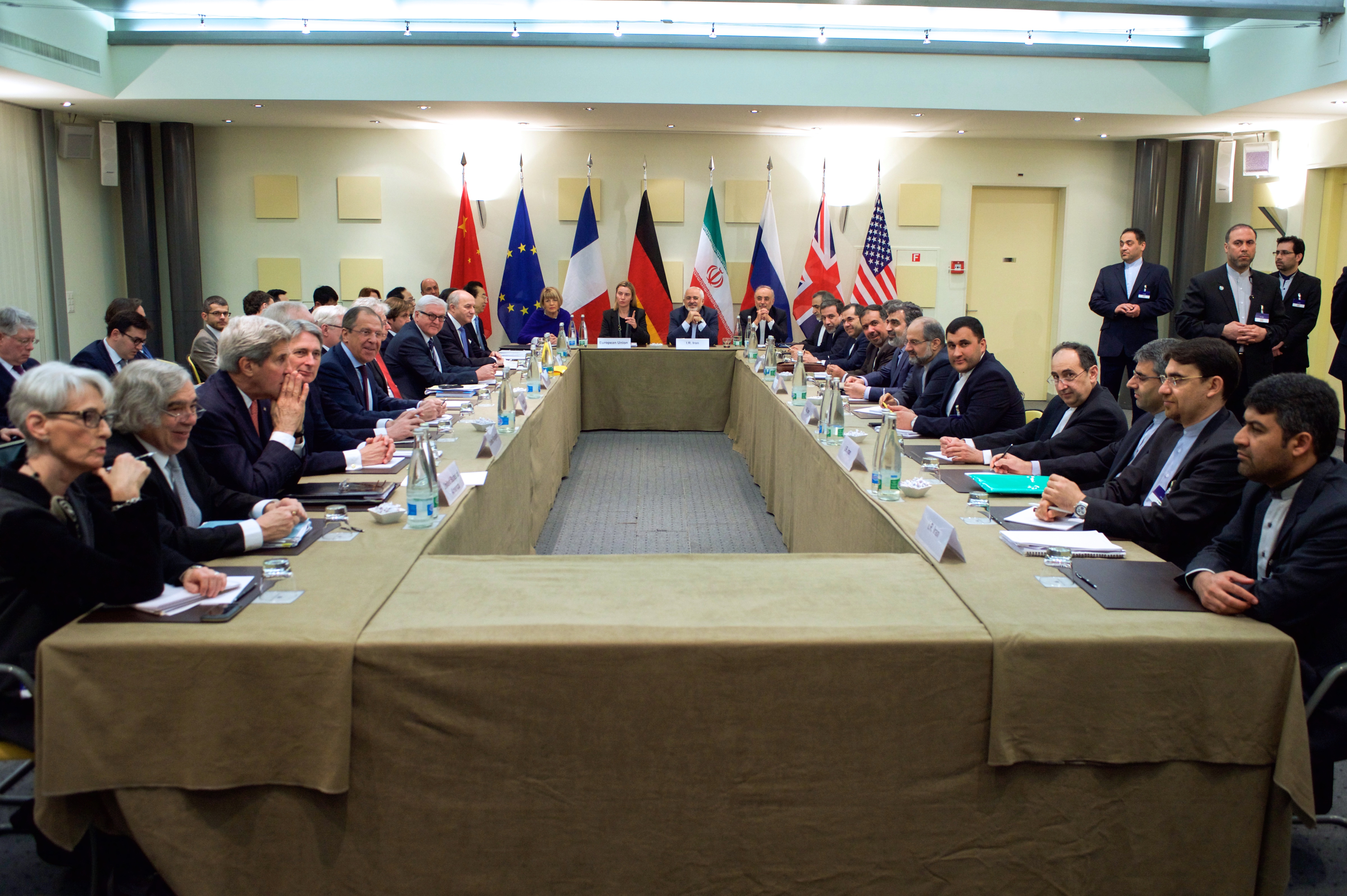
Міністри закордонних справ США, Великої Британії, Росії, Німеччини, Франції, Китаю, Європейського Союзу та Ірану (Лозанна, 30 березня 2015)

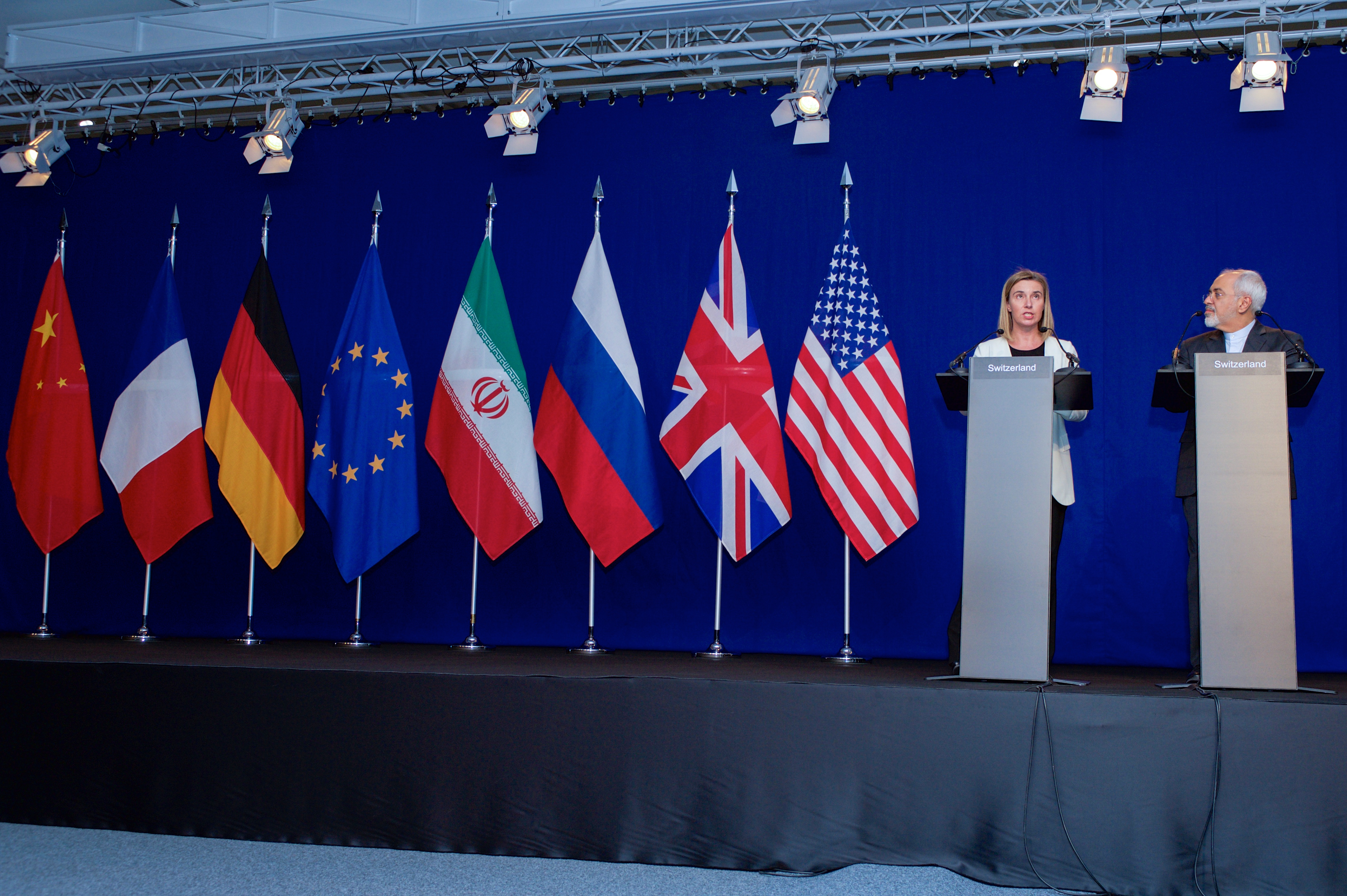
Федеріка Могеріні (верховний представник Союзу із закордонних справ та політики безпеки) і Мохаммад Джавад Заріф (міністр закордонних справ Ірану) представляють угоду після багатосторонніх переговорів у Лозанні (2 квітня 2015)

Іранська ядерна угода — це попередня угода, яка в 2015 році була досягнута між Ісламською Республікою Іран та групою світових держав: Групою 5 + 1 (постійними членами Ради Безпеки ООН — США, Великою Британією, Росією, Францією і Китаєм — плюс Німеччиною) та Європейським Союзом.
Спираючись на Іранську ядерну угоду, яка була досягнута в квітні 2015 року, 14 липня 2015 року в Відні був оголошений Спільний комплексний план дій між Іраном і Групою 5 + 1 та ЄС.

## Передумови
Переговори щодо угоди про ядерну програму Ірану відбулися між міністрами закордонних справ країн на ряді зустрічей, які були проведені з 26 березня по 2 квітня 2015 року в Лозанні, Швейцарія. Переговори завершилися 2 квітня пресконференцією, на якій Федеріка Могеріні (верховний представник Європейського Союзу із закордонних справ та політики безпеки) і Мохаммад Джавад Заріфа (міністр закордонних справ Ірану) оголосили, що вісім сторін досягли згоди щодо угоди. Сторони оголосили: «Сьогодні ми зробили вирішальний крок: ми досягли рішення щодо основних параметрів Спільного комплексного плану дій», які вони мали намір виконати до 30 червня того ж року. Оголошуючи умови угоди, міністр закордонних справ Заріф заявив: «Не було досягнуто жодної угоди, тому в нас поки немає жодних зобов'язань. На даний час ніхто не має зобов'язань, крім зобов'язань, які ми вже взяли на себе в рамках Спільного плану дій, який ми прийняли в Женеві в листопаді 2013 року».
Угода була втілена в документі, опублікованому Європейською службою зовнішніх справ ЄС під назвою «Спільна заява верховного представника ЄС Федеріки Могеріні та міністра закордонних справ Ірану Джавада Заріфа» та в документі, опублікованому Державним департаментом США під назвою «Параметри для Спільного комплексного плану дій щодо ядерної програми Ісламської Республіки Іран».

## Деталі угоди
Відповідно до спільної заяви у Швейцарії, країни Групи 5 + 1 й Іран домовились про рамки для угоди. Відповідно до них, Іран змінить, конвертує та зменшить свої ядерні розробки та прийме Додатковий протокол (з тимчасовим застосуванням), для того щоб зняти всі економічні санкції, пов'язані з ядерними розробками, звільнивши десятки мільярдів доларів від доходів від нафти та заморожених активів. Окрім спільної заяви, США й Іран презентували свої власні інформаційні бюлетні.

### Спільна заява
У спільній заяві визначено наступне:

#### Збагачення урану
- Можливості збагачення урану Іраном, рівень і обсяги збагачення будуть обмежені протягом визначених термінів.
- Не буде жодних робіт зі збагачення урану, крім Натанза.
- Ірану дозволяється проводити дослідження та розробки на центрифугах згідно з узгодженим обсягом та графіком.
- Фордо — підземний центр збагачення урану[7] — буде перетворений на «ядерний, фізичний і технологічний центр».

#### Переробка
- З допомогою міжнародного підприємства завод із виробництва важкої води в Араку буде перероблений і модернізований у «Науково-дослідний реактор для важкої води» без виробництва побічних продуктів плутонію, призначеного для військової зброї.
- Витрачене паливо буде експортовано, переробка не буде відбуватися.

#### Моніторинг
- Впровадження зміненого Кодексу 3.1 та попереднє застосування Додаткового протоколу.
- Іран погодився з процедурою МАГАТЕ, яка з допомогою сучасних технологій розширила доступ для з'ясування минулих та сучасних проблем.

#### Санкції
Коли МАГАТЕ перевірить виконання Іраном ключових ядерних зобов'язань, тоді:
- ЄС припинить усі економічні санкції, пов'язані з ядерною діяльністю.
- США припинять застосування всіх вторинних економічних та фінансових санкцій, пов'язаних з ядерною діяльністю.
- Рада Безпеки ООН підтримає цю угоду резолюцією, яка скасує всі попередні резолюції, пов'язані з ядерною зброєю, та включить певні обмежувальні заходи на взаємно узгоджений період часу.

### Інші перераховані параметри і реакції США й Ірану
Окрім остаточної заяви, США й Іран оприлюднили більш детальні описи своєї угоди. Представники обох сторін визнають, що вони мають різні бачення щодо цього проєкту. Уряд США опублікував інформаційний бюлетень, який підсумовує основні моменти угоди. Незабаром після його опублікування провідні іранські чиновники, включаючи верховного лідера Ірану та міністра оборони Ірану, оскаржили документ щодо ключових моментів, які залишаються невирішеними.
22 липня 2015 року заступник міністра закордонних справ Ірану Аббас Аракчі, який очолював переговори, заявив на державно-контролюваному каналі, що нещодавно досягнута ядерна угода зі світовими державами не передбачає обмежень щодо потужностей озброєння Ірану чи ракетної потужністі і що Тегеран буде продовжувати озброювати своїх регіональних союзників. «Ми сказали їм [світовим державам Групи 5 + 1] під час переговорів, що ми будемо поставляти зброю будь-кому і де завгодно, і будемо імпортувати зброю із будь-якого місця, де ми захочемо, і ми уточнили це під час переговорів», — сказав Аракчі.
У промові наступної суботи верховний лідер Ірану Аятолла Алі Хаменеї додав: «Наша політика щодо зарозумілого уряду США не зміниться».

#### Збагачення
Відповідно до деталей угоди, опублікованої урядом США, запаси урану в Ірані скоротяться на 98 % до 300 кг (660 фунтів) протягом 15 років. Рівень збагачення також повинен залишатися на рівні 3,67 %. Іран збереже не більше ніж 6104 із майже 20 000 центрифуг, якими він володіє. Іран має два об'єкти по збагаченню урану — Натанз і Фордо. Відповідно до Спільного комплексного плану дій (JCPOA), погодженого 14 липня, об'єкт «Натанз» буде обмежений, дозволяючи встановлювати не більше ніж 5060 найстаріших і найменш ефективних центрифуг протягом 10 років. На об'єкті «Фордо» заборонено збагачення протягом 15 років, а підземний об'єкт буде перетворений на ядерний, фізичний та технологічний центр. 1044 центрифуг на виробництві будуть виробляти радіоізотопи для використання у медицині, сільському господарстві, промисловості та науці. Такий рівень збагачення як 3,67 % було б достатньо для мирного та цивільного використання для енергетичної галузі країни, а тому недостатньо для побудови ядерної бомби.

#### Фордо
Відповідно до інформаційного бюлетеня Державного департаменту США й спільної заяви Ірану та ЄС, Іран погодився перетворити свій підземний об'єкт «Фордо» в дослідницький центр ядерної науки та фізики, і приблизно половина об'єкта «Фордо» буде присвячена передовим ядерним дослідженням і виробництву стабільних радіоізотопів, які мають важливе застосування в медицині, сільському господарстві, промисловості та науці. Крім того, з цією метою Іран залишив би не більше 1044 центрифуг.

#### Санкції
Як повідомляє Press TV, реалізація JCPOA буде супроводжуватися скасуванням усіх санкцій Ради Безпеки ООН, а також усіх економічних та фінансових ембарго США та Європейського Союзу, накладених на іранські банки, страхування, інвестиції та всі інші пов'язані з ними послуги в різних галузях, включаючи нафтохімічну, нафтову, газову та автомобільну галузі. Однак, згідно з інформаційним бюлетенем, опублікованим урядом США, санкції США та ЄС, пов'язані з ядерною діяльністю, будуть призупинені після того, як МАГАТЕ перевірить виконання Іраном ключових заходів, пов'язаних з ядерною діяльністю.

#### Перевірки та прозорість
Від Ірану вимагається надати Міжнародному агентству з атомної енергії доступ до всіх своїх заявлених об'єктів, щоб агентство могло бути впевнене в мирному характері ядерної програми. Відповідно до деталей угоди, опублікованої урядом США, інспектори МАГАТЕ мали б доступ до всіх ядерних установок, включаючи засоби збагачення, ланцюги поставок, що підтримують ядерну програму та уранові шахти, а також постійний нагляд за урановими фабриками, роторами центрифуг і силовим виробництвам та складськими приміщеннями. Ірану буде необхідно надати доступ до МАГАТЕ для розслідування підозрілих місць або тверджень про приховане збагачення, конверсійних приміщень, виробництво центрифуг або виробництво «жовтого кеку» в будь-якій точці країни. Ірану буде необхідно здійснити узгоджений комплекс заходів на запити МАГАТЕ щодо можливих військових розмірів (ПМД) цієї програми.
Відповідно до іранського інформаційного бюлетеня, Іран введе в дію Додатковий протокол тимчасово та добровільно відповідно до своїх заходів, після чого протокол буде ратифікований урядом і парламентом Ірану (Меджлісом) у встановлені терміни.

### Підсумок угоди
| Скасувати всі санкції протягом 4-12 місяців після остаточного погодження.                                                  |
| Розробити механізм відновлення старих санкцій, якщо Іран не дотримуватимеся угоди, спираючись на звіти й перевірки МАГАТЕ. |
| ЄС скасує енергетичні та банківські санкції.                                                                               |
| США знімуть санкції проти вітчизняних та іноземних компаній, які ведуть бізнес з Іраном.                                   |
| Усі резолюції ООН, які санкціонують Іран, будуть анульовані.                                                               |
| Усі санкції, що стосуються ООН, будуть зняті.                                                                              |

| Скорочення кількості встановлених центрифуг з 19000 до 6104, з яких лише 5060 будуть збагачувати уран протягом 10 років.                                                                                              |
| Жодного збагачення урану чистотою вище 3,67 % (підходить лише для цивільного використання та для виробництва ядерної енергії).                                                                                        |
| Зменшити запаси збагаченого урану з нинішніх 10000 до не більше 300 кілограмів 3,67 % збагачення урану протягом 15 років.                                                                                             |
| Завод із збагачення урану «Фордо» буде експлуатувати не більше 1000 центрифуг для досліджень. 5000 центрифуг R-1 працюватимуть у Натанзі. Решта 13000 центрифуг будуть використані як запасні у випадку необхідності. |
| Ядерний комплекс Арак буде модифікований таким чином, щоб виробляти мінімальну кількість плутонію, але залишатиметься важководним ядерним реактором.                                                                  |
| Іран дозволятиме оглянути всі ядерні споруди та ланцюги постачання, як наприклад, місця видобутку урану. |

## Міжнародна реакція

### Міжнародні організації
– генеральний секретар ООН Пан Гі Мун привітав цю угоду. Він заявив, що «комплексне, узгоджене рішення щодо іранського ядерного питання сприятиме миру та стабільності в регіоні».
 — генеральний директор Міжнародного агентства з атомної енергії (МАГАТЕ) Амано Юкія також схвалив компроміс у своєму маніфесті, в якому зазначив: «МАГАТЕ вітає заяву Е3 + 3 [групи 5 + 1] й Ірану щодо ключових параметрів Спільного комплексного плану дій».

### Уряди країн
– німецька канцлерка Анґела Меркель зазначила, що угода добре відобразилася на кожній із сторін переговорів.
 – Папа Франциск схвалив досягнення угоди у своєму великодньому посланні «Urbi et Orbi» 5 квітня 2015 року, кажучи: «…У той же час, з надією ми довіряємо милосердному Господу угоду, яка була нещодавно погоджена в Лозанні, яка може бути остаточним кроком до більш безпечного і братнього світу…».
 – іранський президент Хассан Рухані привітав розвиток події в Твіттері. Він повідомив, що ядерна угода — це лише крок до взаємодії зі світом і всіма тими країнами, які хочуть поважати іранську націю. Через тиждень після переговорів у Лозанні верховний лідер Ірану Алі Хаменеї пояснив свою позицію щодо переговорів. Він ні прийняв, ні відхилив угоду і заявив, що «ще нічого не сталося». Щодо санкцій, він зазначив, що всі санкції мають бути повністю скасовані в день підписання ядерної угоди.
 – прем'єр-міністр Ізраїлю Беньямін Нетаньягу рішуче виступив проти угоди, стверджуючи, що чинний план дій загрожує виживанню Ізраїлю. Він також написав, що «така угода не перекриє шлях Ірану до бомби. Вона його прокладе». Беньямін Нетаньягу вимагав, що будь-яка остаточна угода повинна включати «чітке і однозначне визнання Іраном права Ізраїлю на існування», а Іран повинен припинити свою агресію у регіоні.
 – італійський прем'єрміністр Паоло Джентілоні зазначив, що угода може мати позитивні наслідки для двох сторін: як для Ірану, так і для розвитку подій в інших кризових зонах.
 – відповідальний міністр за закордонні справи Оману Юсуф бін Аляві бін Абдалла привітав угоду між Групою 5 + 1 й Іраном щодо її ядерної програми, назвавши її «історичною угодою». Він закликав усі сторони розробити остаточну угоду до 30 червня.
 – спікер міністра закордонних справ Пакистану висловив надію, що перемовини Ірану й шести могутніх світових держав принесуть сприятливий результат.
 – міністр закордонних справ Росії Сергій Лавров зазначив, що ця угода є позитивним розвитком щодо безпеки на Близькому Сході.
 – Саудівське інформаційне агентство повідомило, що король Саудівської Аравії Салман ібн Абдул-Азіз Аль Сауд був обережний у висловлюваннях, але «висловив сподівання, що досягнення остаточної обов'язкової угоди зміцнить стабільність і безпеку регіону та світу».
 — уряд Південної Кореї схвалив Іранську ядерну угоду.
 – міністерство закордонних справ Туреччини привітало ядерну угоду і заявило, що Туреччина активно підтримувала процеси мирного вирішення шляхом діалогу і сприяла цим процесам шляхом доопрацювання Тегеранської спільної декларації у 2010 році.
 – Міністр закордонних справ Великої Британії Філіп Геммонд зазначив, що угода з Іраном вийшла далеко за рамки того, що багато хто вважав можливим навіть 18 місяців раніше.
 – американський президент Барак Обама зазначив, що між Іраном було досягнуто «історичного порозуміння», а також що угода з Іраном буде доброю угодою, якщо вона відповідатиме основним цілям Сполучених Штатів. 150 членів Демократичного дому заявили, що підтримують досягнення угоди, достатньої для підтримання президентського вето. Більшість Конгресу, у тому числі всі республіканці та деякі демократи, виступили проти цієї угоди.

### Неурядові організації
— у вересні 2016 року Демократична партія Іранського Курдистану (ДПІК) випустила пресреліз із заявою, що їх повернення до мілітаризму було мотивоване Іранською ядерною угодою.